# 丹尼斯·尼基沙
丹尼斯·安德烈耶维奇·尼基沙（Денис Андреевич Никиша，1995年8月7日—），哈萨克斯坦男子短道速滑运动员，2017年冬季世界大学生运动会男子500米、男子1000米和男子5000米接力铜牌得主、2019年冬季世界大学生运动会男子5000米接力铜牌得主、2024年世界短道速滑锦标赛男子500米银牌得主。